# David Icke

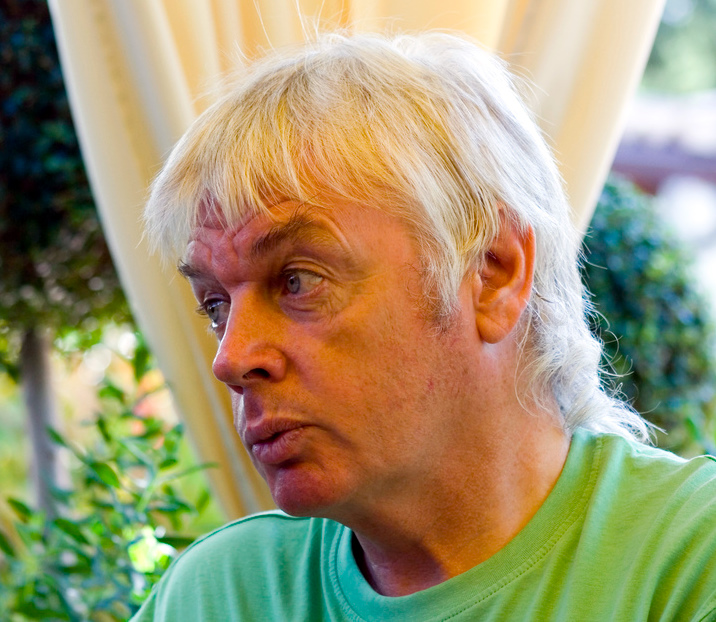
David Icke, 2008

David Vaughan Icke (pronunțat /aɪk/ ; născut 29 aprilie 1952) este un scriitor și orator britanic care din 1990 s-a devotat cercetării a "cine sau ce controlează cu adevărat lumea". Fost jucător profesionist de fotbal, reporter, prezentator de televiziune și vorbitor pentru Green Party, este autorul a peste 20 de cărți care-i prezintă părerile.
Pretinde că a dezvoltat o viziune politică și morală care combină spiritualismul cu ceea ce a descris ca fiind tendințele totalitare ale lumii moderne, o poziție care a fost descrisă ca fiind "conspiracism new age".
Esența teoriilor lui David Icke e că lumea e condusă de un grup secret, cunoscut ca "Elita Globală" sau "Illuminati", care e o minoritate legată de Protocoalele Înțelepților Sionului, scriere dovedită a fi o farsă antisemită, dar care crede că e adevărată.. În 1999 a publicat cartea Cel mai mare Secret ( The Biggest Secret, apărută în română la editura Daksha), unde scria că Illuminati erau o rasă de umanoizi reptilieni numiți "Frăția Babiloniană" (pentru că au fost preaslăviți în Babilonul antic, de unde provin și cele mai multe familii reptiliene) și că multe figuri proeminente din politică, divertisment, banking etc. sunt reptilieni sub formă umană (mai exact hibrizi între reptilieni și oameni, care își pot schimba forma).
Conform Political Research Associates, teoriile lui Icke au atras o audiență substanțială în Canada.. Într-un turneu de acolo din octombrie 1999 a primit ovații de la studenții din Universitatea Toronto după o conferință de patru ore, dar cărțile lui au fost scoase de pe rafturile din Indigo Books datorită protestelor Congresului Evreu Canadian. Icke și turneul canadian au fost subiectul Canalului 4 britanic.

## Legături externe
- Site-ul oficial